# Herzogin Sophie Charlotte (Schiff)
Die Herzogin Sophie Charlotte war eine stählerne Viermastbark, die 1894 als Albert Rickmers für die Rickmers Reederei auf der Rickmerswerft in Geestemünde gebaut wurde. Als Besonderheit führte sie an Vor- und Großtop Skysegel über den Royals. 

## Geschichte
Das Segelschiff war das erste auf der Rickmerswerft gebaute Stahlschiff und ab 1899 das erste Segelschulschiff in der deutschen Handelsflotte. Das Schiff sollte Rohstoffe für die Rickmers Reismühlen transportieren. 1895 machte der Segler unter der Führung von Kapitän G. Warnecke seine erste Reise nach Japan. Danach folgten weitere Fahrten, meist nach Fernost. Von 1897 bis 1899 führte Kapitän J. Hansen die Bark.
1899 kaufte die Reederei Norddeutscher Lloyd die fünf Jahre alte Viermastbark, benannte sie in Herzogin Sophie Charlotte um und ließ sie für den Schulschiffbetrieb herrichten. Die Poop wurde verlängert, um Raum für 60 Kadetten zu schaffen. Bis 1913 war die Herzogin Sophie Charlotte Kadettenschiff für den Norddeutschen Lloyd und machte Fahrten rund um den Globus. Schiffsführer waren die Kapitäne Warnecke, Zander, Gluud, Ballehr und Hoek.
1913 ging das Schiff für 10.000 englische Pfund in den Besitz der Reederei Schlüter & Maack in Hamburg über. Unter der Führung von Kapitän G. Reingardt machte der Segler noch zwei Fahrten nach Chile. Während der zweiten Reise brach der Erste Weltkrieg aus. Die Viermastbark wurde daraufhin im August 1914 in Caleta Buena interniert und 1918 von der chilenischen Regierung konfisziert. Bis 1920 lag das Schiff in Chile fest. 1921 erfolgte die Rückführung nach Großbritannien, wo das Schiff als Reparationsleistung abgeliefert werden musste. Von England wurde das Schiff 1921 an Robert Mattson in Mariehamn, Åland-Inseln, verkauft, der es 1922 weiterveräußerte. Laut Register (Germanischer Lloyd) fuhr es 1923 und 1924 unter dem Namen Gjertrud für die Reederei Chr. Trondsen in Sarpsborg (Norwegen). 1927 wurde es nach Wilhelmshaven geschleppt und dort abgewrackt.

## Sonstiges
Die Deutsche Post ehrte die Viermastbark Herzogin Sophie Charlotte des Norddeutschen Lloyd 2011 mit einer eigenen Briefmarke im Wert von 25 ct. Das Motiv geht auf eine Postkarte von 1901 des Künstlers Wilhelm Jöntzen zurück.